# Thơ bảy bước
"Thơ bảy bước" (chữ Hán: 七步詩, "Thất bộ thi") là một bài thơ phúng dụ thuộc thể ngũ ngôn tuyệt cú được cho là do thi nhân Tào Thực thời Tam Quốc sáng tác. Bài thơ xuất hiện lần đầu trong Thế thuyết tân ngữ, xuất bản năm 430 dưới thời Lưu Tống. Sau khi Tào Tháo qua đời, Tào Phi nối nghiệp cha trở thành Ngụy Vương. Tương truyền, do nghi ngờ em ruột là Tào Thực có ý tranh quyền đoạt vị và cũng có hiềm khích khi còn tranh ngôi Thế tử, Tào Phi đã lệnh cho em trai trong bảy bước làm thơ đề tài anh em, mà không được dùng hai chữ này, nếu không sẽ không tha. Tào Thực mượn hình ảnh cây đậu, phúng dụ về việc anh em cùng một dòng máu, cùng một cội sao nỡ hại lẫn nhau.
Bài thơ có hai phiên bản khác nhau, một gồm sáu câu và một bản bốn câu được lưu truyền và chép lại trong tiểu thuyết Tam quốc diễn nghĩa của La Quán Trung. Dù được lưu truyền rộng rãi, nhưng bài thơ không xuất hiện trong Tam quốc chí mà chỉ xuất hiện lần đầu tiên trong Thế thuyết tân ngữ xuất bản hơn 200 năm sau đó. Chính vì điều này, tính xác thực của bài thơ vẫn là một đề tài tranh luận của giới nghiên cứu.

## Bối cảnh sáng tác
Năm Hoàng Sơ thứ nhất (220), Tào Tháo mắc bệnh qua đời ở tuổi 66, thế tử Tào Phi kế thừa trở thành Ngụy Vương. Tháng 10 cùng năm, Tào Phi ép Hán Hiến Đế nhường ngôi, trở thành Ngụy Văn Đế. Vì đã trải qua giai đoạn tranh ngôi thế tử, nên dù đã lên ngôi hoàng đế, Tào Phi vẫn cảnh giác cao độ với các em, đặc biệt là với Tào Thực. Ông lo lắng rằng người em uyên bác và có tham vọng chính trị này sẽ đe dọa ngai vàng của mình, nên đã chèn ép. Do nghe có người báo Tào Thực thường uống rượu chửi mắng và giam sứ giả do mình phái đến, Tào Phi đã sai bắt Tào Thực về hỏi tội. Tào Phi yêu cầu em trai trong vòng bảy bước phải đọc một bài thơ, nội dung phải chứa đựng ý nghĩa của anh em nhưng không được phép sử dụng hai chữ này trong thơ, nếu không làm được sẽ bị chém đầu. Không có cách nào để giải nguy, nên Tào Thực đã ứng khẩu một bài thơ trong vòng bảy bước. Thế thuyết tân ngữ chép rằng, "Văn Đế (Tào Phi) lệnh cho Đông A vương (Tào Thực) nội trong bảy bước phải làm một bài thơ, nếu không sẽ thi hành đại pháp (tử hình). [Tào Thực] liền ứng khẩu thành thơ […] Văn Đế tràn đầy nét hổ thẹn."

## Các phiên bản
"Thất bộ thi", phiên bản 6 câu trong Thế thuyết tân ngữ, các học giả nhận định là bản gốc:
煮豆持作羹，

漉豉以為汁，

萁在釜下然。

豆在釜中泣，

本自同根生，

相煎何太急。— Phiên bản sáu câu

Phiên bản phổ biến hơn của bài thơ là phiên bản ngũ ngôn tứ tuyệt được lưu truyền và chép lại trong Tam quốc diễn nghĩa, mô tả sự kiện tương tự Thế thuyết tân ngữ:
煮豆燃豆萁，

豆在釜中泣。

本是同根生，

相煎何太急？— Phiên bản bốn câu

## Tính xác thực
Việc bài thơ này có phải do Tào Thực sáng tác hay không vẫn còn nhiều tranh cãi. Có quan điểm cho rằng thể loại thơ ngũ ngôn tuyệt cú chưa phổ biến trong giới văn học thời Lục triều, và bài "Thơ bảy bước" trên thực tế là tác phẩm của người đời sau. Lại có ý kiến cho rằng bài thơ này không phải thuộc thể thơ ngũ ngôn tuyệt cú, mà có lẽ thuộc thể ngũ ngôn phổ biến trong văn học Kiến An. Có ý kiến cho rằng, khoảng cách giữa cuộc đời của Tào Thực và tác giả của Thế thuyết tân ngữ không quá xa, nên những câu thơ trên vẫn có cơ sở nhất định. Thế thuyết tân ngữ có một đoạn trích dẫn Ngụy chí cũng nói rằng Tào Thực "hạ bút thành chương", trước đó lại từng sáng tác bài "Đồng Tước đài phú".
Học giả Dư Thu Vũ cho rằng "Tào Phi là người thông minh, khả năng làm một chuyện vừa tàn bạo lại vừa trẻ con như vậy trong cung là không cao. Huống hồ Tào Phi biết rõ Tào Thực là người tài năng, nhanh nhẹn, muốn gây khó dễ cũng sẽ không làm một cách ngốc nghếch như vậy". Tuy nhiên, Dư Thu Vũ cũng cho rằng bên trong bài thơ chứa đựng những hình ảnh mang tính ví von, mang phong vị Nhạc phủ, có nhiều bằng chứng đây là thủ bút của Tào Thực. Tuy nhiên các yếu tố gay cấn trong bài có lẽ là do thế hệ sau này tạo nên. Phiên bản bốn câu của bài thơ là do La Quán Trung làm giả, không phải nguyên văn bài thơ bảy bước.